# Brezovské Karpaty
Die Brezovské Karpaty (deutsch wörtlich „Birkenhainer Karpaten“) sind einer der mittleren Abschnitte der Kleinen Karpaten, eines in der Slowakei gelegenen Gebirges. Namensgebend für dieses Teilgebirge ist die Stadt Brezová pod Bradlom. Begrenzt wird es durch die Täler der Flüsse Myjava im Westen und Waag im Osten; im Süden und Norden liegen andere Abschnitte der Kleinen Karpaten, und zwar die Pezinské Karpaty bzw. die Čachtické Karpaty. Gemeinden in der Umgebung sind Buková im Süden und Prašník im Norden. Höchster Gipfel ist der Klenová mit 585 m.